# 恋のマニュアル
『恋のマニュアル』（こいのマニュアル）は、小湊よつ葉の楽曲。小湊よつ葉名義では5曲目の楽曲であり、音楽レーベル・SOD recordsとしても5曲目の配信シングルとして、2023年6月22日に配信された。

## 概要
歌唱する小湊がパーソナリティを務める文化放送『ニューヨーク・小湊よつ葉のマジックミラーナイト』の6月11日放送分で先行公開され、同日よりエンディングテーマに採用。2023年6月22日にYouTube Mushicほか各DSPより配信開始。また、同日となる6月22日に発売された小湊出演のアダルトビデオ作品、『一泊二日で12発射精しちゃうヤリまくりイチャイチャ温泉旅行』豪華特典版ミニアルバムにも新曲として収録された。
小湊ソロ活動1周年記念として制作され、「少し成長した”私の恋のマニュアル”を表現」したシティポップ調の楽曲となっている。
楽曲リリース時には前作に引き続き「LINE MUSICで聴くと豪華特典が当たるプレゼントキャンペーン」を開催。
ミュージックビデオは制作されておらず、後述の『なすなかにしのゲームキングダム』エンディングテーマ採用時には、ジャケット写真および撮りおろし写真がスライドショー形式で流された。

## 収録曲
1. 恋のマニュアル
  - 作詞：小湊よつ葉、Geyu/作曲：Geyu[5]

## タイアップ
- 文化放送「ニューヨーク・小湊よつ葉のマジックミラーナイト」エンディングテーマ（2023年6月11日 ‐）[6]
- BS11「なすなかにしのゲームキングダム」エンディングテーマ（2023年11月期）[7]
- 渋谷クロスFM「SODの土曜のお昼からごめんなさい」オープニングテーマ（2024年3月16日 -）